# Brøderbund
Brøderbund Software — компания-производитель компьютерных игр и обучающих программ. В СНГ наиболее известна своей серией Lode Runner. В 1998 году Brøderbund была приобретена The Learning Company.

## История
Компания Brøderbund была основана братьями Дагом и Гэри Карлстонами в 1980 году специально для выпуска их первой игры Galactic Empire, написанной Дагом Карлстоном для TRS-80. На первых порах Brøderbund состояла только из самих братьев; годом позже к ним присоединилась сестра Кэти Карлстон. Карлстоны не были профессиональными разработчиками игр: до создания компании Даг работал адвокатом, а Гэри сменил несколько профессий, в том числе был преподавателем шведского языка. В самой игре Galactic Empire фигурировала организация под названием Broederbond — «братство» на языке африкаанс; регистрируя компанию, братья Карлстоны изменили написание на Brøderbund во избежание ассоциаций с Братством африканеров (Брудербондом).
Затем, компания продолжила развиваться в энергичного игрока на рынках разработки обучающего и развлекающего программного обеспечения, с такими тайтлами как Fantavision, Choplifter, Apple Panic, Lode Runner, Karateka, Wings of Fury, Prince of Persia, In the 1st Degree, The Last Express, Where in the World Is Carmen Sandiego? и Myst, которые годами удерживались в десятке лучших игр для домашних компьютеров.
На американском компьютерном рынке 1980-х Brøderbund была одним из основных издателей компьютерных игр, выпускавшей видеоигры для практически всех основных компьютерных систем. В этот список входили не только персональные компьютеры IBM PC, но также и ведущие домашние компьютеры десятилетия, в частности, TRS-80, Apple II, Commodore 64, 8-разрядные Atari и Amiga. Компания даже продавала лицензии на свои игры европейским и японским компаниям, портировавшим её игры на другие компьютеры, распространённые в этих регионах, такие как Amstrad CPC, MSX и ZX-Spectrum.
Brøderbund также была издателем серии издательских программ Print Shop, генеалогической программы Family Tree Maker и программы для дизайна и архитектурной визуализации 3D Home Architect. К концу 1980-х в годовых доходах компании игры занимали лишь несколько процентов.
Непосредственно перед поглощением компанией The Learning Company, Brøderbund совместно с Random House Publishing выпустила популярную серию Living Books.
На короткое время Brøderbund была вовлечена на рынок игровых приставок и издала несколько игр для Nintendo Entertainment System, хотя все эти игры, включая её собственные Lode Runner, Spelunker и Raid on Bungeling Bay, были портированы сторонними японскими разработчиками. Кроме того, Brøderbund разработала и продвигала на рынок собственный контроллер для NES под названием U-Force, чувствительный к движениям игрока и не требующий физического контакта между игроком и устройством.